# 朗博
朗博（法語：Rambaud，法語發音：[ʁɑ̃bo]）是法国上阿尔卑斯省的一个市镇，属于加普区。

## 地理
朗博（44°32'42"N, 6°7'56"E）面积10.71 平方千米，位于法国普罗旺斯-阿尔卑斯-蓝色海岸大区上阿尔卑斯省，该省份为法国东南部内陆省份，北起萨瓦省，西北接伊泽尔省，西南接德龙省，南至上普罗旺斯阿尔卑斯省，东北部与意大利接壤。
与朗博接壤的市镇（或旧市镇、城区）包括：旧拉巴蒂、加普、雅尔热、拉罗谢特、圣艾蒂安勒洛。

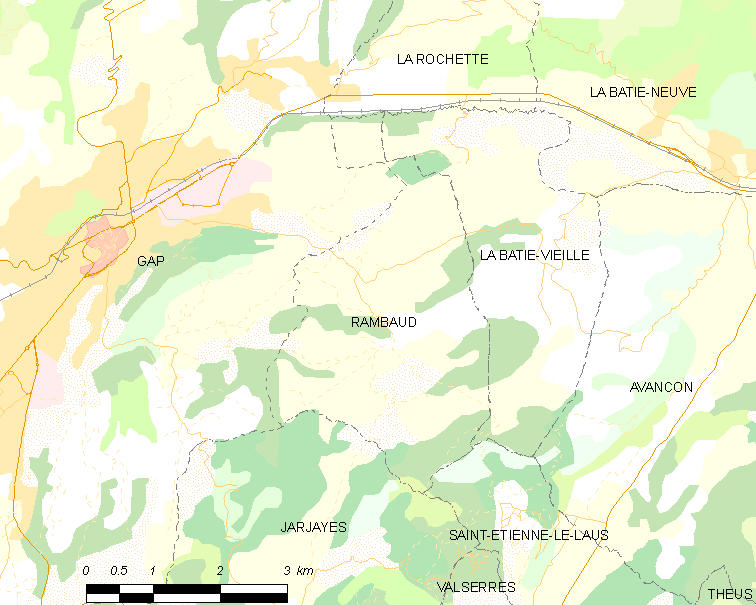
朗博的OSM定位图

朗博的时区为UTC+01:00、UTC+02:00（夏令时）。

## 行政
朗博的邮政编码为05000，INSEE市镇编码为05113。

## 政治
朗博所属的省级选区为塔拉尔县。

## 人口

1962-2008年间朗博人口变化图示

朗博于2022年1月1日时的人口数量为407人。